# Urgleptes decens
Urgleptes decens es una especie de escarabajo longicornio del género Urgleptes, tribu Acanthocinini, subfamilia Lamiinae. Fue descrita científicamente por Melzer en 1932.

## Descripción
Mide 5 milímetros de longitud.

## Distribución
Se distribuye por Brasil.